# Сеїт-Сеттар
Сеїт-Сеттар Джамі (крим. Seit-Settar Cami) — мечеть у Старому місті Сімферополя, в Центральному районі, за адресою вул. Клари Цеткін, 34.

## Історія
Історична довідка свідчить, що в 1850 році мечеть побудував колишній міський голова Сімферополя, купець Сеїт Сеттар Челебі. Навколо мечеті свормувався район Сеїт Сеттар Мааллеси (крим. Seit Settar maallesı).
У 1889—1891 роках за розпорядженням губернатора інспектори губернського правління склали опис всіх вцілілих мусульманських культових споруд. 22 січня 1891 року духовенство і парафіяни приходу Сеїт Сеттар Челебі повідомили прибулого інспектора, що «… мечеть соборна, кам'яна, під назвою „Сеїт Сеттар мааллесі“ існує з 1849 року, побудована вона місцевим городянином Сеіт Сеттаром…». Отже, з часу будівництва минуло лише 40 років, змінилося лише два покоління, а парафіяни вже на той час забули, ким був благодійник і меценат Сеїт Сеттар Челебі.
Після революції 1917 року мечеть продовжувала функціонувати. У 1922 році її передали мусульманській громаді. Договір про її використанні діяв до 1935 року. У 1936—1938 релігійні служителі та парафіяни, переслідувані за переконання, під страхом репресій закрили мечеть і в наступні роки її використовували в господарських цілях.
На початку 1990-х після масового повернення кримських татар на півострів мечеть передали в користування мусульманській громаді. Рішення про початок реконструкції взяли в 2006 році. Однак фактично роботи почалися через 8 років.
Будівництво велося на кошти Міністерства у справах релігії Туреччини і приватних інвесторів. Від старої споруди тут частково зберігся тільки фундамент. Мечеть відкрили напередодні мусульманського свята Курбан-байрам у вересні 2016 року. Мінарет зводили під час реконструкції. Його висота — близько 20 метрів.

## Галерея

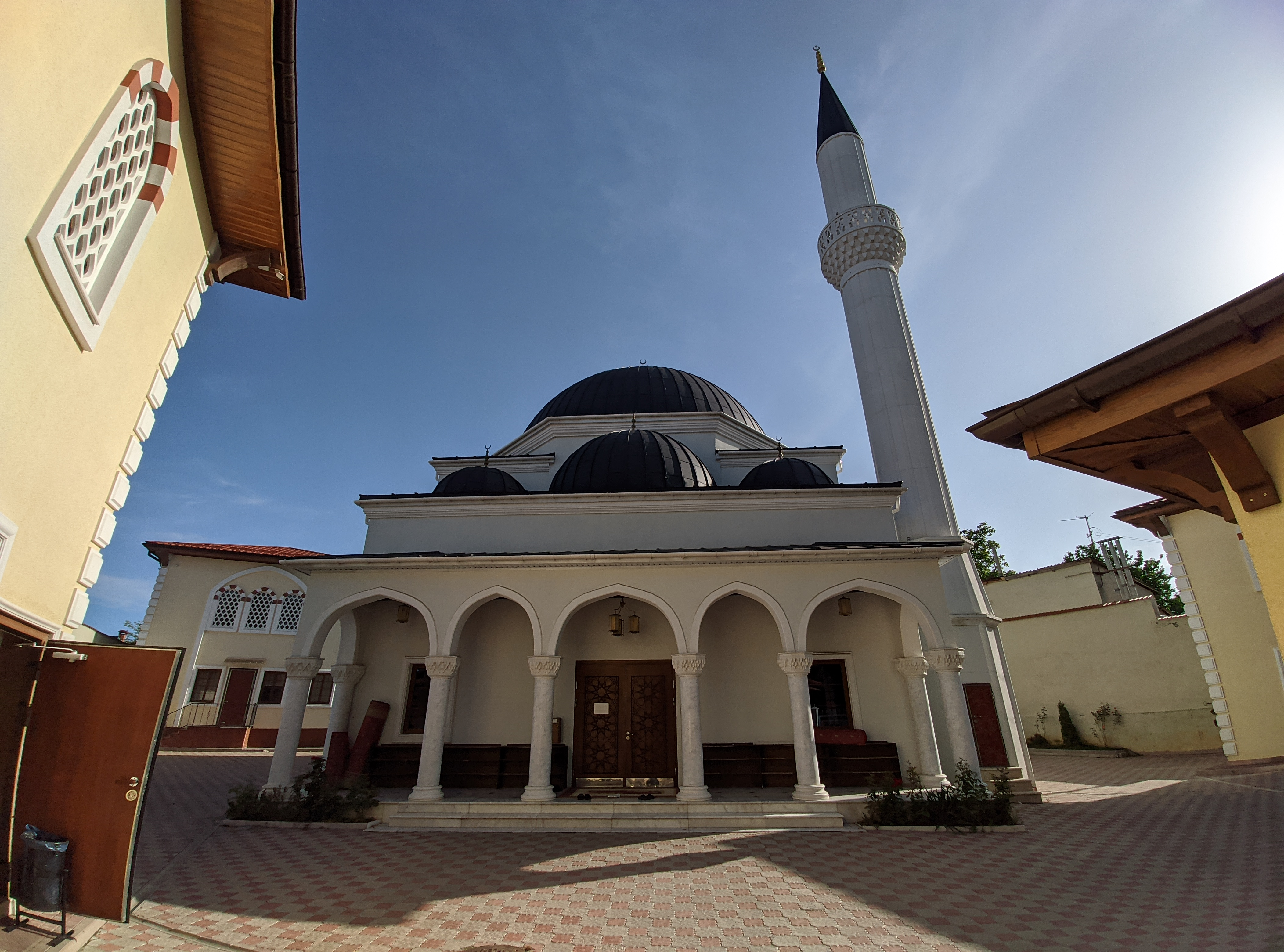
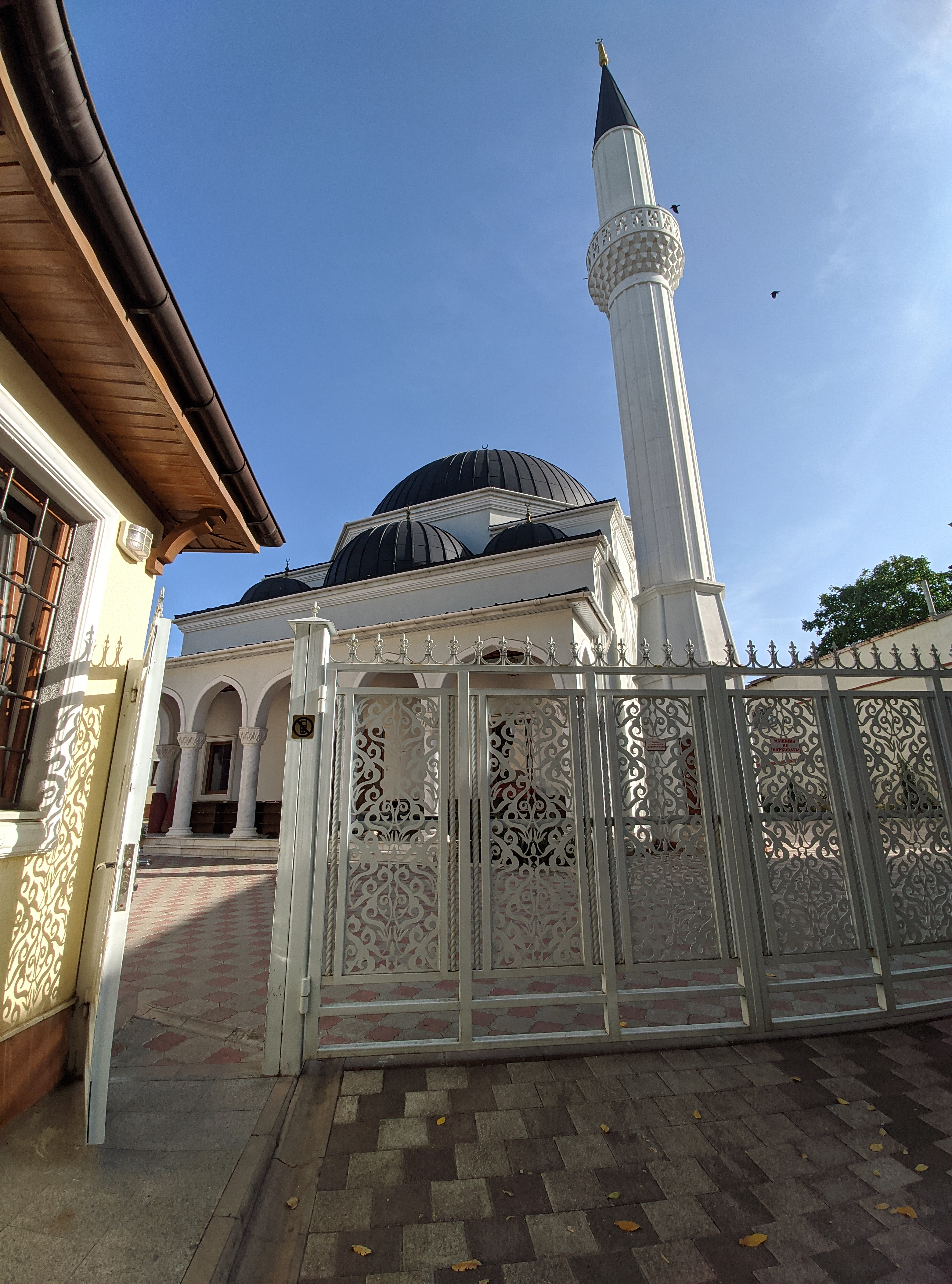
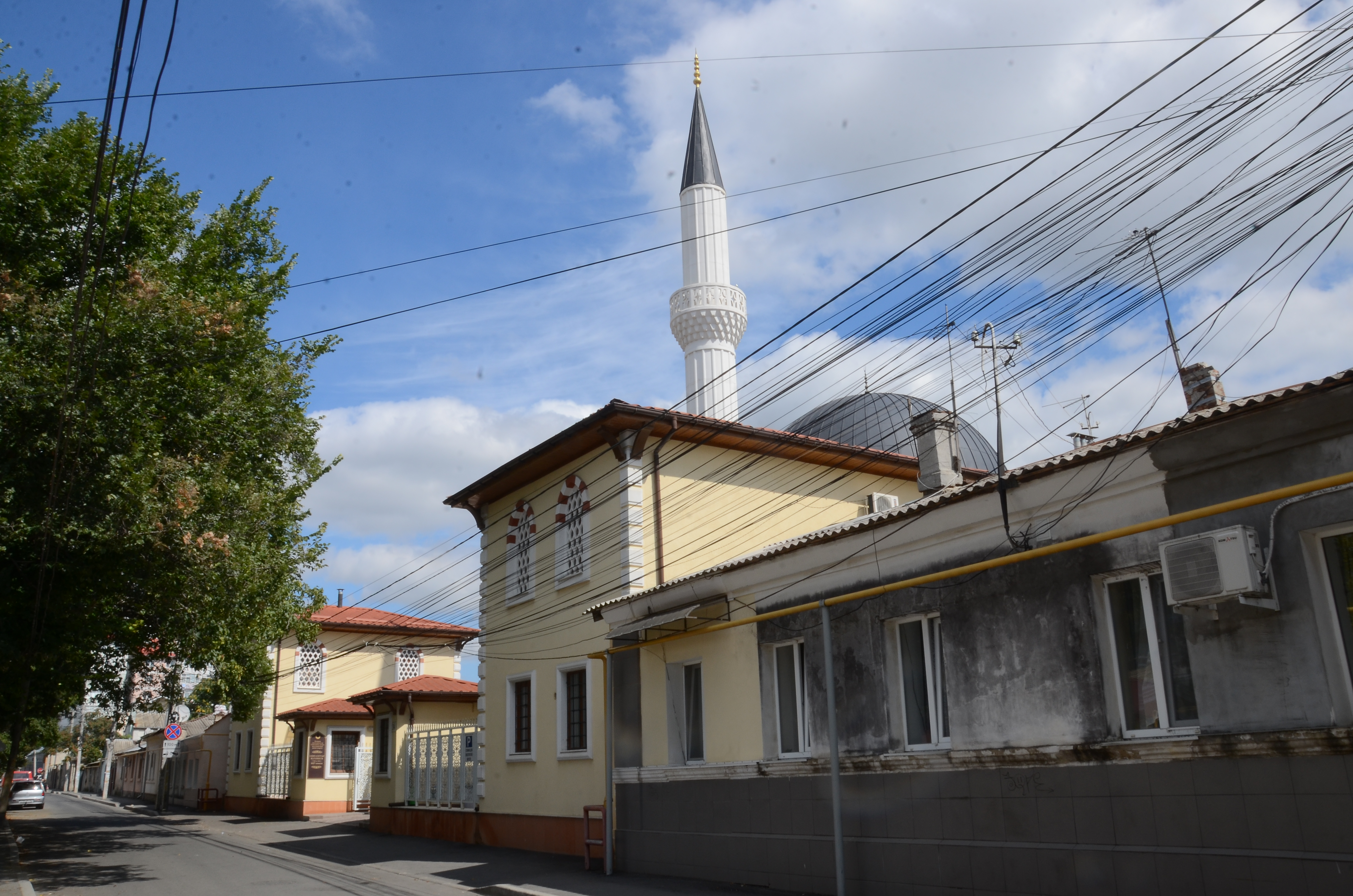
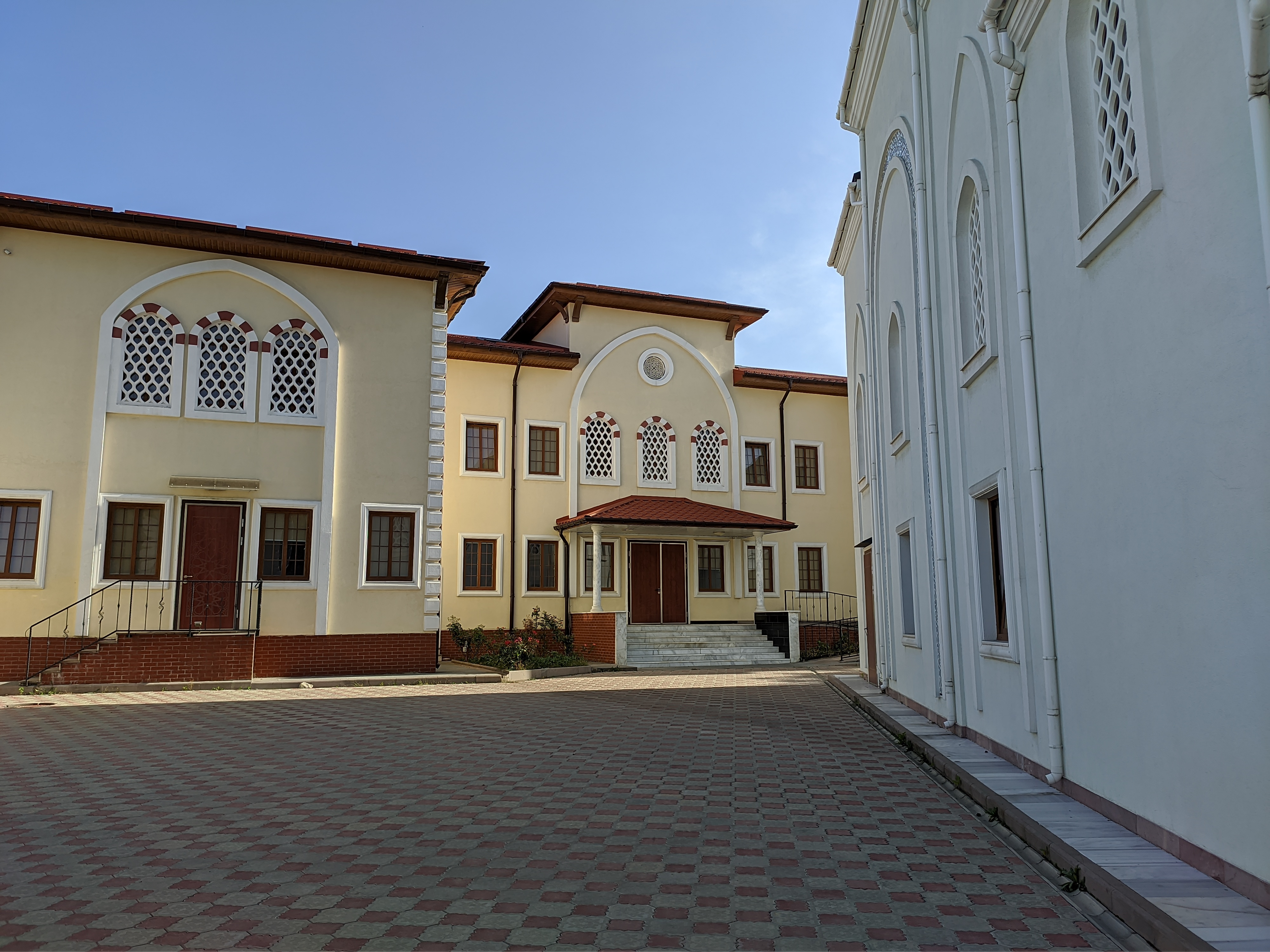

## Інфраструктура
- Молитовна зала
- Медресе
- Адміністративна будівля